# Pędzewo
Pędzewo – wieś w Polsce położona w województwie kujawsko-pomorskim, w powiecie toruńskim, w gminie Zławieś Wielka.

## Historia
Miejscowość leży na pograniczu Kujaw, Mazowsza oraz Pomorza i historycznie była związana z ziemią chełmińską na Pomorzu Nadwiślańskim. Ma metrykę średniowieczną i istnieje co najmniej od początku XIII wieku. Wymieniona została po raz pierwszy w dokumencie z 1222 jako "Pomzino, Pomezowe, Pansaw, Panssen, Pausen" oraz w latach 1570-1571 pod dzisiejszą nazwą "Pędzewo".
Pierwotnie wieś znajdowała się we władztwe chełmińskim i należała do komesa Żyry, wasala księcia mazowieckiego Konrada I, który w 1222 nadał ziemię chełmińską, a wraz z nią Pędzewo biskupowi Chrystianowi z Oliwy założycielowi rycerskiego zakonu braci dobrzyńskich. 
Od 1226 po sprowadzeniu na Mazowsze zakonu krzyżackiego przez księcia Konrada I tereny, na których leży miejscowość w XIII-XV wieku znalazły się we władaniu krzyżaków, którzy rywalizowali na Pomorzu z braćmi dobrzyńskimi. Później zakon krzyżacki toczył długoletnie wojny o ziemię chełmińską z Koroną Królestwa Polskiego.
W 1374 wielki mistrz zakonu krzyżackiego Winrych von Kniprode nadał mieszkańcom wsi 20 łanów na prawie chełmińskim w zamian za czynsz w wysokości 13 skudów oraz dwie kury z każdego łanu oraz 2 dni szarwarku. Karczma miała dawać jedną grzywnę rocznie, a mieszkańcy otrzymali prawo do używania wspólnego pastwiska w Bierzgłowie. W 1414 w czasie wojny głodowej jaką zakon toczył  z Koroną wieś odniosła szkody wojenne wycenione na 300 grzywien.
W 1417 wielki mistrz krzyżacki Michael Küchmeister von Sternberg nadał sołtysowi Andrzejowi von Kostken 7 łanów w Pędzewie na prawie magdeburskim z wielkim i małym sądownictwem za obowiązek świadczeń rekognicyjnych w postaci jednego funta wosku, jednego denara od kolonisty oraz daniny w postaci korca pszenicy oraz żyta od każdego pługa. Wolno mu było także zbierać opał w zaroślach.
W 1428 wieś była własnością zakonną leżącą w komturii toruńskiej. W latach 1437-1438 miejscowość liczyła 20 łanów czynszowych, z których płacono po 13 skudów oraz dwie kury z każdego łanu. Karczmarz płacił jedną grzywnę oraz 12 kur. We wsi było 9 łanów osiadłych oraz 12 opuszczczonych.
W 1454 po wybuchu wojny trzynastoletniej toczonej pomiędzy państwem zakonu krzyżackiego, a Koroną Królestwa Polskiego miejscowość zajęta została przez wojska koronne. W 1466 na mocy traktatu toruńskiego podpisanego po zakończonej wojnie trzynastoletniej miejscowość została włączona do Korony Królestwa Polskiego W 1520  król polski Zygmunt I Stary nadał miastu Toruniowi wsie Pędzewo oraz inne za odstąpienie zamku w Świeciu. W latach 1570-1571 wieś była własnością miasta Torunia zamieszkiwaną przez dwóch zagrodników.
Wskutek I rozbioru Polski w 1772, miejscowość przeszła pod władanie Prus i jak cała ziemia chełmińska znalazła się w zaborze pruskim.
W latach 1954–1959 wieś była siedzibą gromady Pędzewo, po jej zniesieniu w gromadzie Górsk, w 1972 znowu została siedzibą gromady Pędzewo. W latach 1975–1998 miejscowość administracyjnie należała do województwa toruńskiego.
We wsi był przystanek kolejowy Pędzewo.

## Demografia
Według Narodowego Spisu Powszechnego (III 2011 r.) liczyła 597 mieszkańców. Jest trzynastą co do wielkości miejscowością gminy Zławieś Wielka.

## Zabytki
W miejscowości znajduje się poewangelicki kościół Najświętszego Serca Pana Jezusa oraz dawny cmentarz ewangelicki z 2. połowy XIX w..